# Unstetigkeitsstelle

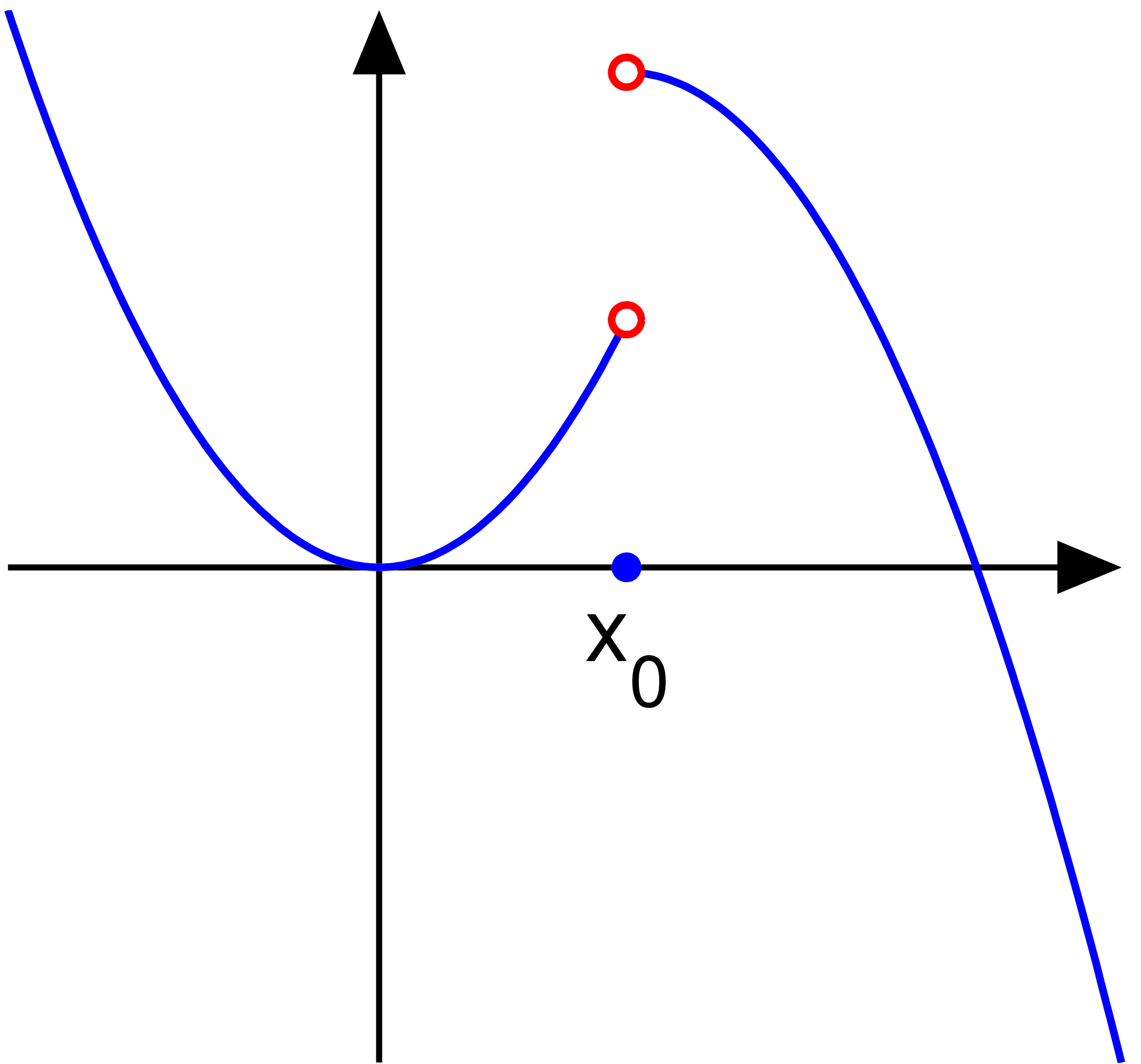
Funktion mit Unstetigkeitsstelle

In der Analysis, einem Teilgebiet der Mathematik, wird eine Funktion innerhalb ihres Definitionsbereichs überall dort als unstetig bezeichnet, wo sie nicht stetig ist. Eine Stelle, an der eine Funktion unstetig ist, bezeichnet man daher auch als Unstetigkeitsstelle oder Unstetigkeit.
Im Artikel Stetige Funktion wird erklärt, wann eine Funktion stetig ist und wann sie unstetig ist. In diesem Artikel werden verschiedene Sorten (Klassen) von Unstetigkeiten dargestellt. Dabei werden nur reellwertige Funktionen auf einem reellen Intervall betrachtet.

## Definition
Wie erwähnt, heißt eine auf dem reellen Intervall {\displaystyle [a,b]} definierte Funktion {\displaystyle f\colon [a,b]\rightarrow \mathbb {R} } unstetig an der Stelle {\displaystyle x_{0}\in [a,b]}, falls sie dort nicht stetig ist. Man spricht auch von einer auf einer Menge {\displaystyle I\subset [a,b]} unstetigen Funktion, wenn die Funktion an jeder Stelle {\displaystyle x\in I} unstetig ist.

## Klassifizierungen von Unstetigkeitsstellen
Es werden verschiedene „Sorten“ von Unstetigkeitsstellen unterschieden. Dazu werden die einseitigen Grenzwerte betrachtet:
Für ein reelles Intervall {\displaystyle [a,b]} und {\displaystyle f\colon [a,b]\rightarrow \mathbb {R} } betrachte man an der Stelle {\displaystyle x_{0}\in (a,b)} den linksseitigen Grenzwert
{\displaystyle f(x_{0}^{-}):=\lim _{x\rightarrow x_{0}^{-}}f(x)}
und den rechtsseitigen Grenzwert
{\displaystyle f(x_{0}^{+}):=\lim _{x\rightarrow x_{0}^{+}}f(x).}
Nun ist {\displaystyle f} genau dann stetig in {\displaystyle x_{0}}, falls beide Grenzwerte existieren und gleich dem Funktionswert an der Stelle sind: {\displaystyle f(x_{0}^{-})=f(x_{0}^{+})=f(x_{0})}. Andernfalls ist {\displaystyle f} an der Stelle unstetig. Folgende Fälle sind dabei möglich:
1. Eine Unstetigkeitsstelle heißt hebbar, falls die Grenzwerte {\displaystyle f(x_{0}^{-})} und {\displaystyle f(x_{0}^{+})} existieren, endlich sind und gleich sind. Solch eine Unstetigkeit lässt sich entfernen, genauer: Die Funktion
{\displaystyle g(x):={\begin{cases}f(x),&x\neq x_{0},\\f(x_{0}^{-}),&x=x_{0}\end{cases}}}
ist an der Stelle {\displaystyle x_{0}} stetig.
2. Falls beide Grenzwerte existieren und endlich, aber ungleich sind, spricht man von einer Sprungstelle und definiert den Sprung {\displaystyle s:=f(x_{0}^{+})-f(x_{0}^{-})}. Für hebbare Unstetigkeiten lässt sich der Sprung natürlich auch definieren, er ist dann {\displaystyle s=0}. (Für den Sprung an der Stelle {\displaystyle x_{0}} wird auch die Schreibweise der Sprungklammer verwendet: {\displaystyle [[f(x_{0})]]:=s}) Existieren auf dem gesamten Definitionsbereich einer Funktion alle einseitigen Grenzwerte und sind diese endlich, heißt die Funktion sprungstetig oder Regelfunktion.
3. Einen Pol (oder Polstelle) nennt man eine Unstetigkeit, an der {\displaystyle f(x_{0}^{-})} und {\displaystyle f(x_{0}^{+})} existieren, jedoch einer oder beide Grenzwerte nur im uneigentlichen Sinne, d. h., sie nehmen die Werte {\displaystyle +\infty } oder {\displaystyle -\infty } an (siehe auch Polstelle).
4. Schließlich gibt es noch die Möglichkeit, dass wenigstens einer der Grenzwerte weder eigentlich noch uneigentlich existiert.

Heaviside-Funktion

Die Fälle 1. und 2. werden auch als Unstetigkeitsstellen erster Art bezeichnet; Die Fälle 3. und 4. entsprechend als Unstetigkeiten zweiter Art, oder manchmal auch als wesentliche Unstetigkeiten.

## Darstellung von Unstetigkeitsstellen in Funktionsgraphen
Existieren für die Unstetigkeitsstelle ein links- und/oder rechtsseitiger Grenzwert, werden diese im Graphen der Funktion als kleine Kreise dargestellt, die, falls der betreffende Grenzwert gleichzeitig Funktionswert an der betreffenden Stelle ist, ausgefüllt werden, andernfalls dagegen leer bleiben (oder in vereinfachten Darstellungen mitunter auch gänzlich weggelassen werden).

## Beispiele

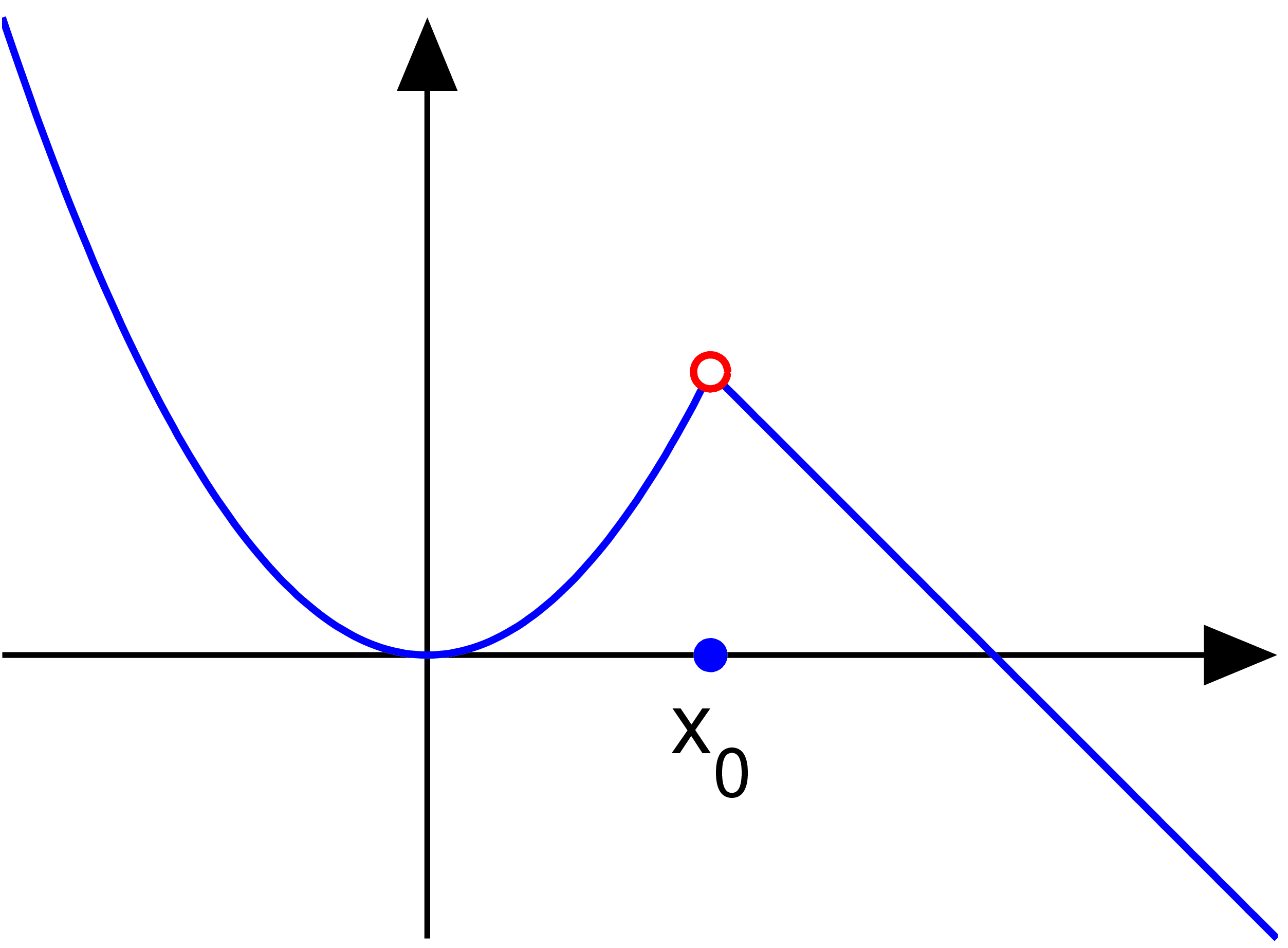
Beispiel 1: hebbare Unstetigkeit

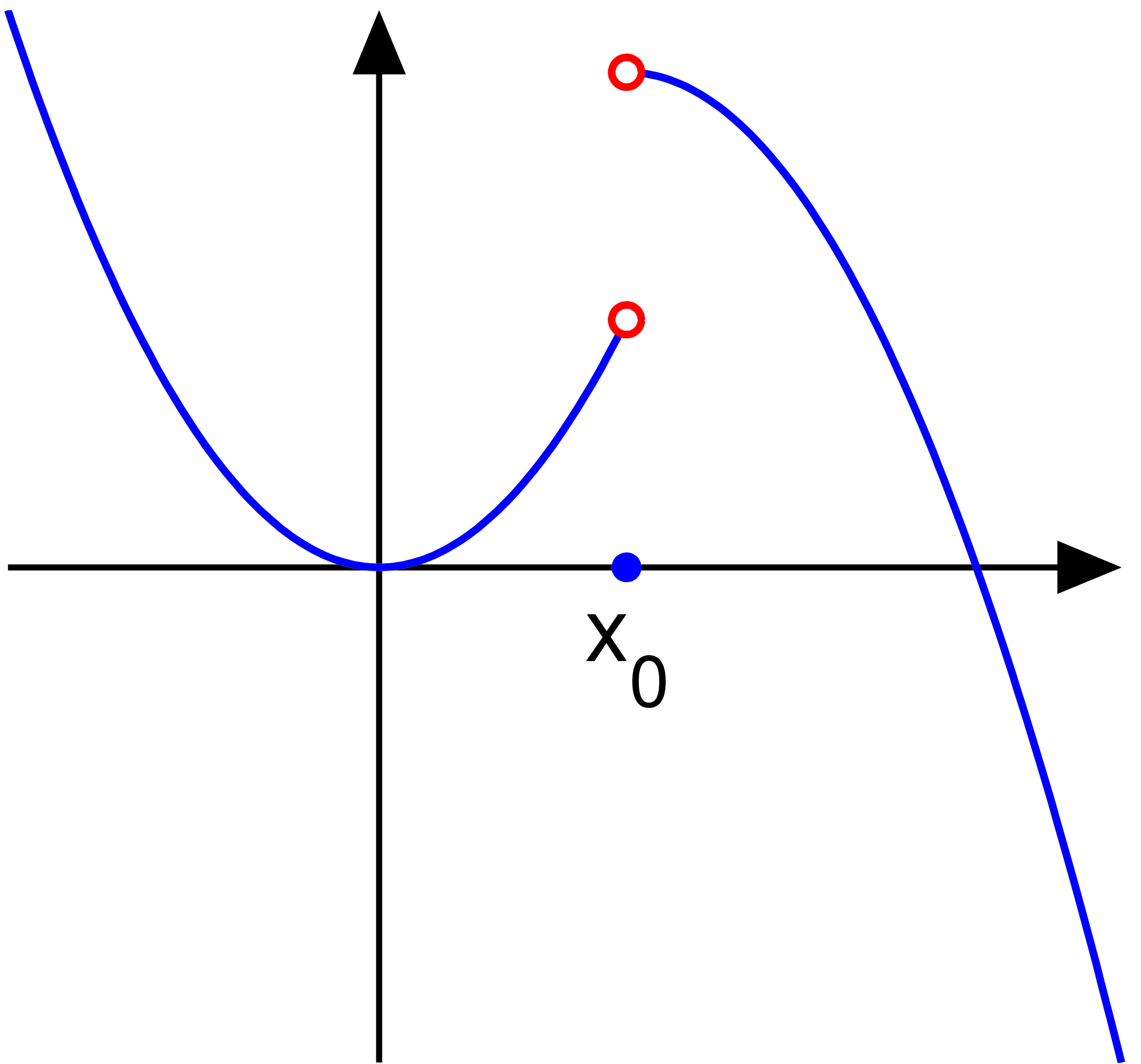
Beispiel 2: Sprungstelle

Beispiel 3: Unstetigkeit zweiter Art

Beispiel 1: Die Funktion
{\displaystyle f(x)={\begin{cases}x^{2}&{\text{ für }}x<1\\0&{\text{ für }}x=1\\2-x&{\text{ für }}x>1\end{cases}}}
hat an der Stelle {\displaystyle x_{0}=1} eine hebbare Unstetigkeit.
Beispiel 2: Die Funktion
{\displaystyle f(x)={\begin{cases}x^{2}&{\text{ für }}x<1\\0&{\text{ für }}x=1\\2-(x-1)^{2}&{\text{ für }}x>1\end{cases}}}
hat an der Stelle {\displaystyle x_{0}=1} eine Sprungstelle mit einem Sprung von 1.
Beispiel 3: Die Funktion
{\displaystyle f(x)={\begin{cases}\sin {\frac {5}{x-1}}&{\text{ für }}x<1\\0&{\text{ für }}x=1\\{\frac {0{,}1}{x-1}}&{\text{ für }}x>1\end{cases}}}
hat an der Stelle {\displaystyle x_{0}=1} eine Unstetigkeit zweiter Art. Der linksseitige Grenzwert existiert nicht (weder eigentlich noch uneigentlich), der rechtsseitige Grenzwert ist {\displaystyle +\infty }.
Beispiel 4: Die Thomaesche Funktion ist auf den rationalen Zahlen unstetig und auf den irrationalen Zahlen stetig. Die Dirichlet-Funktion ist auf ihrem gesamten Definitionsbereich unstetig.

## Unstetigkeiten monotoner Funktionen
Ist die Funktion {\displaystyle f\colon [a,b]\rightarrow \mathbb {R} } auf dem reellen Intervall {\displaystyle [a,b]} monoton, so existieren für alle {\displaystyle x\in (a,b)} die einseitigen Grenzwerte {\displaystyle f(x^{-})} und {\displaystyle f(x^{+})}. Daher haben solche monotonen Funktionen keine Unstetigkeitsstellen zweiter Art. Die Menge der Unstetigkeitsstellen erster Art von solchen monotonen Funktionen ist höchstens abzählbar, kann aber durchaus dicht im Definitionsbereich liegen.